# United States Army Materiel Command
Lo United States Army Materiel Command (AMC) è un comando dell'Esercito degli Stati Uniti responsabile della fornitura di materiali. Il suo quartier generale è situato presso il Redstone Arsenal, Alabama.

## Organizzazione

### United States Army Contracting Command (ACC)
- 408th Contracting Support Brigade
- 409th Contracting Support Brigade
- 410th Contracting Support Brigade
- 411th Contracting Support Brigade
- 412th Contracting Support Brigade
- 413th Contracting Support Brigade
- 414th Contracting Support Brigade
- 418th Contracting Support Brigade
- 419th Contracting Support Brigade
- U.S. Army Mission and Installation Contracting Command
- ACC-Aberdeen Proving Ground
- ACC-New Jersey
- ACC-Orlando
- ACC-Redstone
- ACC-Rock Island
- ACC-Detroit Arsenal

### United States Army Financial Management Command
- Army Financial Services
- Audit Response Center
- Business Process Management
- Military Pay Operations
- System Support Operations

### United States Army Security Assistance Command
- U.S. Army Security Assistance Training Management Organization
- The Ministry of Interior-Military Assistance Group
- Office of the Program Manager-Saudi Arabian National Guard

### United States Army Aviation and Missile Command (AMCOM)
- Corpus Christi Army Depot
- Letterkenny Army Depot
- Aviation Center Logistics Command

### United States Army Communications-Electronics Command
- Army Medical Logistics Command
- Tobyhanna Army Depot
- Central Technical Support Facility
- Integrated Logistics Support Center
- Software Engineering Center
- U.S. Army Information Systems Engineering Command

### United States Army Installation Management Command
- 75 Installazioni o guarnigioni
- 4 Attività di supporto all'Esercito
- U.S. Army Environmental Command

### Joint Munitions Command
- Anniston Munitions Center
- Crane Army Ammunition Center
- Holston Army Ammunition Plant
- Iowa Army Ammunition Plant
- Lake City Army Ammunition Plant
- Letterkenny Munitions Center
- McAlester Army Ammunition Plant
- Milan Army Ammunition Plant
- Radford Army Ammunition Plant
- Scranton Army Ammunition Plant
- Blue Grass Army Depot
- Hawthorne Army Depot
- Pine Bluff Arsenal
- Tooele Army Depot

### United States Army Tank-automotive and Armaments Command
- Anniston Army Depot
- Rock Island Arsenal Joint Manufacturing and Technology Center
- Red River Army Depot
- Sierra Army Depot
- Watervliet Arsenal
- Joint Systems Manufacturing Center-Lima